# 8943 Стівензафка
8943 Стівензафка (8943 Stefanozafka) — астероїд головного поясу, відкритий 30 січня 1997 року.
Тіссеранів параметр щодо Юпітера — 3,287.